# 富士河口湖町
富士河口湖町（ふじかわぐちこまち）は、山梨県東部、郡内地方にある町。南都留郡に属する。

## 概要

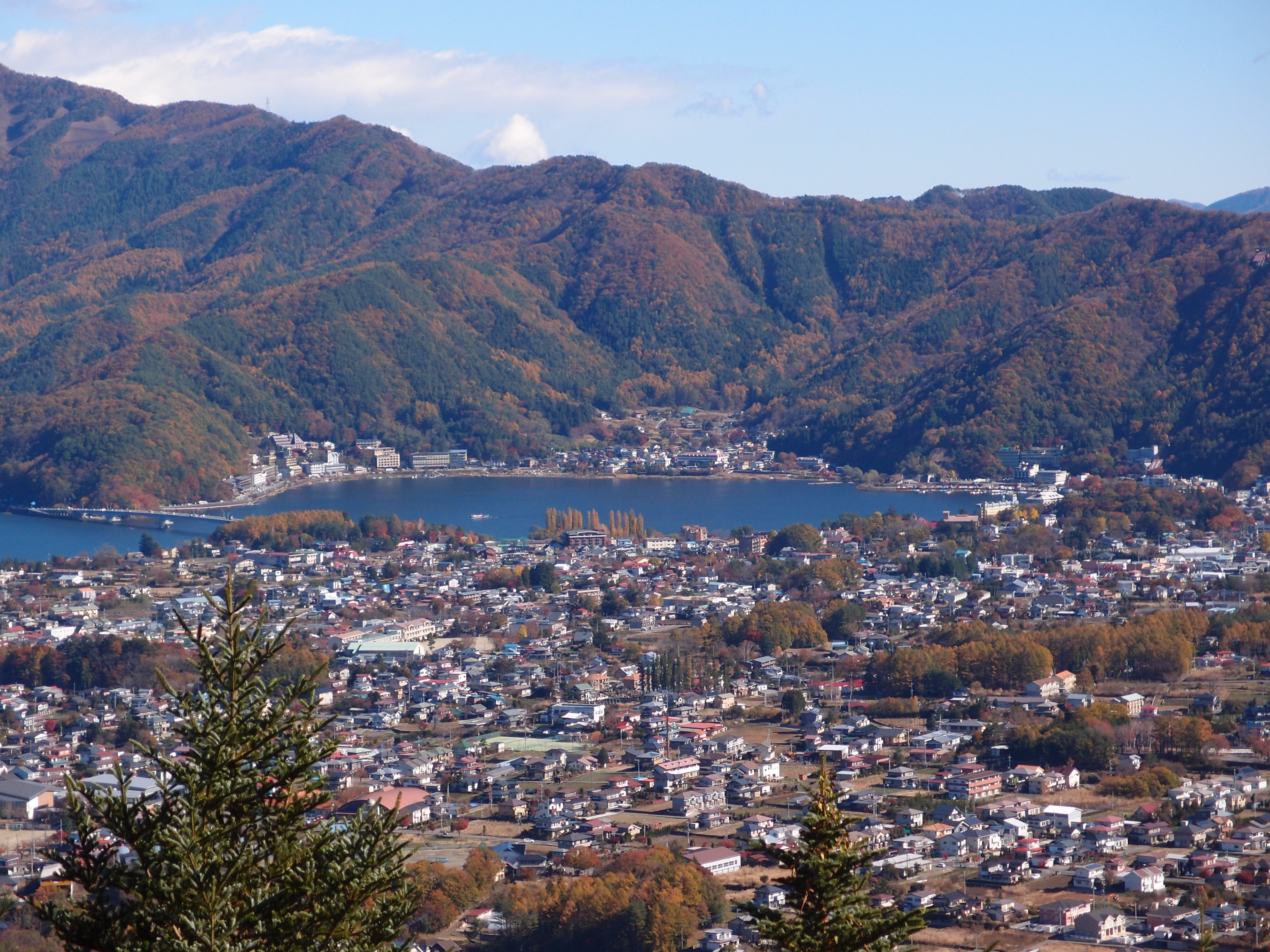
市街地と河口湖

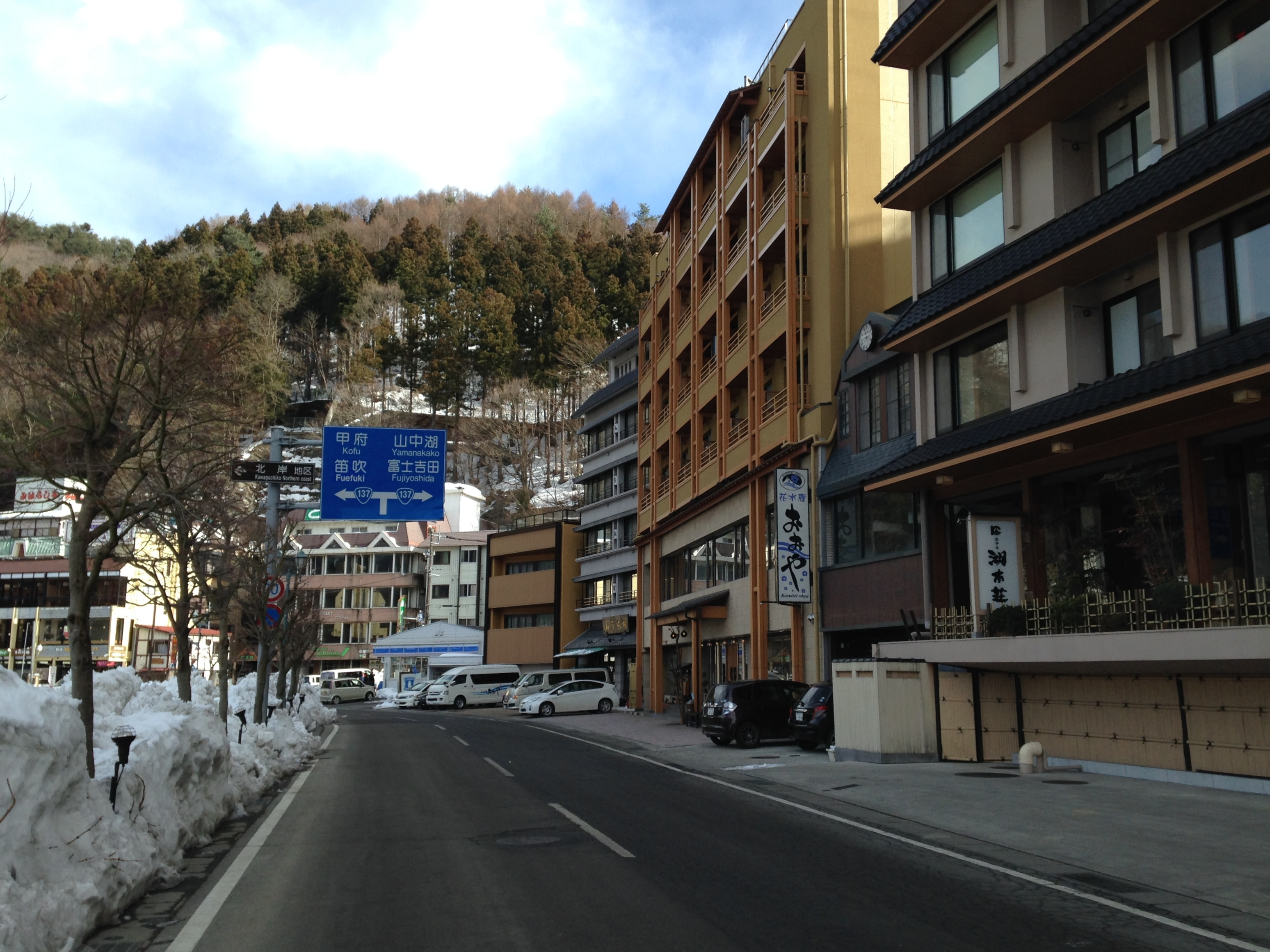
富士河口湖町中心部

### 名称について
山梨県で唯一「町」を「まち」と読む自治体である。
日本一漢字数の多い町でもある。

## 地理

### 位置
町一帯は標高が高く、中心駅の河口湖駅は標高857mに位置している。
また、町内には富士山の景勝地が多く、環境省が公開した富士山がある風景100選では、町内だけで22ヶ所も選定されている。
富士吉田市との境界線は特に複雑で、町の南東部にある中央自動車道河口湖インターチェンジの北西側では富士吉田市の飛び地を富士河口湖町の領域が囲んでいる。
逆に、富士山の吉田口登山道の二合目にある富士御室浅間神社本宮は、里宮が富士河口湖町（旧勝山村）にある関係から、入口から本八合目までが富士吉田市に属する同登山道の中で富士河口湖町の飛び地となっている。
2006年の上九一色村分割編入（後述）により、富士河口湖町は甲府市と接する事になったが、両市町の境界線は山岳の尾根筋と一致している。

### 地形

#### 湖沼
富士五湖の内、山中湖を除く4湖が富士河口湖町に属する。本栖湖面については、富士河口湖町と南巨摩郡身延町の境界が未定であるが、旧上九一色村では湖面全部が村に帰属すると主張していた。
主な湖
- 河口湖
- 西湖
- 精進湖
- 本栖湖（東半分の湖岸。湖面は境界未定）

主な池
- 赤池

#### 島嶼
主な島
- うの島 - 河口湖に浮かぶ無人島。富士五湖最大の島。

### 地域

#### 地区
- 河口湖（かわぐちこ） - 旧河口湖町
  - 河口（かわぐち） - 旧河口村
  - 大石（おおいし） - 旧大石村
  - 船津（ふなつ） - 旧船津村
    - 浅川（あざがわ）

  - 小立（こだち） - 旧小立村
- 勝山（かつやま） - 旧勝山村
- 足和田（あしわだ） - 旧足和田村
  - 大嵐（おおあらし） - 旧大嵐村
  - 西浜（にしはま） - 旧西浜村
    - 長浜（ながはま） - 旧長浜村
    - 西湖（さいこ） - 旧西湖村
      - 西湖西（さいこ-にし）
      - 西湖南（さいこ-みなみ）
- 上九一色（かみくいしき） - 旧上九一色村
  - 精進（しょうじ）
  - 本栖（もとす）
  - 富士ヶ嶺（ふじがね）

### 人口
| |                                              |  |
| 富士河口湖町と全国の年齢別人口分布（2005年） | 富士河口湖町の年齢・男女別人口分布（2005年） |  |
| ■紫色 ― 富士河口湖町 ■緑色 ― 日本全国 | ■青色 ― 男性 ■赤色 ― 女性                    |  |
| 富士河口湖町（に相当する地域）の人口の推移 \| 1970年（昭和45年） \| 17,221人 \| \| \| 1975年（昭和50年） \| 17,477人 \| \| \| 1980年（昭和55年） \| 17,812人 \| \| \| 1985年（昭和60年） \| 18,859人 \| \| \| 1990年（平成2年） \| 19,595人 \| \| \| 1995年（平成7年） \| 21,142人 \| \| \| 2000年（平成12年） \| 22,595人 \| \| \| 2005年（平成17年） \| 23,943人 \| \| \| 2010年（平成22年） \| 25,471人 \| \| \| 2015年（平成27年） \| 25,329人 \| \| \| 2020年（令和2年） \| 26,082人 \| \| |                                              |  |
| 総務省統計局 国勢調査より |                                              |  |
| 1970年（昭和45年） | 17,221人                                     |  |
| 1975年（昭和50年） | 17,477人                                     |  |
| 1980年（昭和55年） | 17,812人                                     |  |
| 1985年（昭和60年） | 18,859人                                     |  |
| 1990年（平成2年） | 19,595人                                     |  |
| 1995年（平成7年） | 21,142人                                     |  |
| 2000年（平成12年） | 22,595人                                     |  |
| 2005年（平成17年） | 23,943人                                     |  |
| 2010年（平成22年） | 25,471人                                     |  |
| 2015年（平成27年） | 25,329人                                     |  |
| 2020年（令和2年） | 26,082人                                     |  |

### 隣接自治体
山梨県
- 大月市
- 都留市
- 富士吉田市
- 笛吹市
- 甲府市
- 南都留郡：西桂町
- 南都留郡：鳴沢村
- 南巨摩郡：身延町

静岡県
- 富士宮市

## 気候
寒暖の差が大きく気温の年較差、日較差が大きい顕著な大陸性気候である。
冬季には河口湖が全面氷結するほど厳しい寒さに見舞われていたが、近年では全面氷結することは少ない傾向にある。また、ケッペンの気候区分では、従来は西岸海洋性気候（Cfb、最暖月の平均気温が22℃未満）に位置づけられていたが、1981年 - 2010年の新平年値では最暖月（8月）の平均気温が22℃を超えたため、温暖湿潤気候（Cfa、最暖月平均気温が22℃以上）になった。
冬季の降雪は比較的少ないが、時折南岸低気圧による大雪に見舞われることがある。平成26年の大雪では、それまでの記録（89cm）を大幅に上回る143cmの積雪を観測した。
- 最高気温極値：35.3℃（2013年7月12日、1946年7月16日）
- 最低気温極値：-22.1℃（1936年1月31日）
- 最深積雪：143cm（2014年2月15日）

| 河口湖特別地域気象観測所（南都留郡富士河口湖町船津、標高860m）の気候 | 河口湖特別地域気象観測所（南都留郡富士河口湖町船津、標高860m）の気候 | 河口湖特別地域気象観測所（南都留郡富士河口湖町船津、標高860m）の気候 | 河口湖特別地域気象観測所（南都留郡富士河口湖町船津、標高860m）の気候 | 河口湖特別地域気象観測所（南都留郡富士河口湖町船津、標高860m）の気候 | 河口湖特別地域気象観測所（南都留郡富士河口湖町船津、標高860m）の気候 | 河口湖特別地域気象観測所（南都留郡富士河口湖町船津、標高860m）の気候 | 河口湖特別地域気象観測所（南都留郡富士河口湖町船津、標高860m）の気候 | 河口湖特別地域気象観測所（南都留郡富士河口湖町船津、標高860m）の気候 | 河口湖特別地域気象観測所（南都留郡富士河口湖町船津、標高860m）の気候 | 河口湖特別地域気象観測所（南都留郡富士河口湖町船津、標高860m）の気候 | 河口湖特別地域気象観測所（南都留郡富士河口湖町船津、標高860m）の気候 | 河口湖特別地域気象観測所（南都留郡富士河口湖町船津、標高860m）の気候 | 河口湖特別地域気象観測所（南都留郡富士河口湖町船津、標高860m）の気候 |
| 月                                                                   | 1月                                                                  | 2月                                                                  | 3月                                                                  | 4月                                                                  | 5月                                                                  | 6月                                                                  | 7月                                                                  | 8月                                                                  | 9月                                                                  | 10月                                                                 | 11月                                                                 | 12月                                                                 | 年                                                                   |
| -------------------------------------------------------------------- | -------------------------------------------------------------------- | -------------------------------------------------------------------- | -------------------------------------------------------------------- | -------------------------------------------------------------------- | -------------------------------------------------------------------- | -------------------------------------------------------------------- | -------------------------------------------------------------------- | -------------------------------------------------------------------- | -------------------------------------------------------------------- | -------------------------------------------------------------------- | -------------------------------------------------------------------- | -------------------------------------------------------------------- | -------------------------------------------------------------------- |
| 最高気温記録 °C （°F）                                               | 19.5 (67.1)                                                          | 22.1 (71.8)                                                          | 23.7 (74.7)                                                          | 29.9 (85.8)                                                          | 30.5 (86.9)                                                          | 34.0 (93.2)                                                          | 35.3 (95.5)                                                          | 35.0 (95)                                                            | 33.5 (92.3)                                                          | 29.7 (85.5)                                                          | 24.1 (75.4)                                                          | 21.2 (70.2)                                                          | 35.3 (95.5)                                                          |
| 平均最高気温 °C （°F）                                               | 5.5 (41.9)                                                           | 6.6 (43.9)                                                           | 10.5 (50.9)                                                          | 16.1 (61)                                                            | 20.6 (69.1)                                                          | 23.0 (73.4)                                                          | 27.2 (81)                                                            | 28.1 (82.6)                                                          | 23.8 (74.8)                                                          | 18.3 (64.9)                                                          | 13.8 (56.8)                                                          | 8.5 (47.3)                                                           | 16.8 (62.2)                                                          |
| 日平均気温 °C （°F）                                                 | −0.4 (31.3)                                                          | 0.6 (33.1)                                                           | 4.2 (39.6)                                                           | 9.5 (49.1)                                                           | 14.3 (57.7)                                                          | 17.8 (64)                                                            | 21.9 (71.4)                                                          | 22.5 (72.5)                                                          | 18.7 (65.7)                                                          | 13.0 (55.4)                                                          | 7.5 (45.5)                                                           | 2.3 (36.1)                                                           | 11.0 (51.8)                                                          |
| 平均最低気温 °C （°F）                                               | −5.7 (21.7)                                                          | −4.8 (23.4)                                                          | −1.3 (29.7)                                                          | 3.7 (38.7)                                                           | 8.9 (48)                                                             | 13.7 (56.7)                                                          | 18.0 (64.4)                                                          | 18.5 (65.3)                                                          | 14.8 (58.6)                                                          | 8.7 (47.7)                                                           | 2.2 (36)                                                             | −2.9 (26.8)                                                          | 6.1 (43)                                                             |
| 最低気温記録 °C （°F）                                               | −22.1 (−7.8)                                                         | −20.5 (−4.9)                                                         | −18.1 (−0.6)                                                         | −9.1 (15.6)                                                          | −3.0 (26.6)                                                          | 3.5 (38.3)                                                           | 4.2 (39.6)                                                           | 9.3 (48.7)                                                           | 2.3 (36.1)                                                           | −3.3 (26.1)                                                          | −9.5 (14.9)                                                          | −15.5 (4.1)                                                          | −22.1 (−7.8)                                                         |
| 降水量 mm （inch）                                                   | 60.9 (2.398)                                                         | 55.4 (2.181)                                                         | 107.6 (4.236)                                                        | 106.1 (4.177)                                                        | 123.2 (4.85)                                                         | 157.1 (6.185)                                                        | 178.4 (7.024)                                                        | 176.8 (6.961)                                                        | 264.7 (10.421)                                                       | 230.0 (9.055)                                                        | 76.0 (2.992)                                                         | 49.8 (1.961)                                                         | 1,585.9 (62.437)                                                     |
| 降雪量 cm （inch）                                                   | 37 (14.6)                                                            | 28 (11)                                                              | 20 (7.9)                                                             | 4 (1.6)                                                              | 0 (0)                                                                | 0 (0)                                                                | 0 (0)                                                                | 0 (0)                                                                | 0 (0)                                                                | 0 (0)                                                                | 1 (0.4)                                                              | 7 (2.8)                                                              | 97 (38.2)                                                            |
| 平均降水日数 （≥0.5 mm）                                             | 5.8                                                                  | 6.1                                                                  | 10.4                                                                 | 9.9                                                                  | 10.8                                                                 | 13.3                                                                 | 13.3                                                                 | 11.3                                                                 | 12.4                                                                 | 11.4                                                                 | 7.8                                                                  | 5.3                                                                  | 117.8                                                                |
| 平均降雪日数                                                         | 8.8                                                                  | 9.9                                                                  | 9.4                                                                  | 2.3                                                                  | 0.0                                                                  | 0.0                                                                  | 0.0                                                                  | 0.0                                                                  | 0.0                                                                  | 0.0                                                                  | 0.6                                                                  | 5.1                                                                  | 36.7                                                                 |
| % 湿度                                                               | 62                                                                   | 63                                                                   | 67                                                                   | 68                                                                   | 73                                                                   | 80                                                                   | 81                                                                   | 81                                                                   | 82                                                                   | 81                                                                   | 74                                                                   | 66                                                                   | 73                                                                   |
| 平均月間日照時間                                                     | 212.3                                                                | 190.7                                                                | 185.7                                                                | 185.5                                                                | 181.0                                                                | 122.8                                                                | 148.4                                                                | 165.2                                                                | 122.5                                                                | 134.4                                                                | 165.8                                                                | 199.9                                                                | 2,014.2                                                              |
| 出典1：気象庁                                                        |                                                                      |                                                                      |                                                                      |                                                                      |                                                                      |                                                                      |                                                                      |                                                                      |                                                                      |                                                                      |                                                                      |                                                                      |                                                                      |
| 出典2：気象庁                                                        |                                                                      |                                                                      |                                                                      |                                                                      |                                                                      |                                                                      |                                                                      |                                                                      |                                                                      |                                                                      |                                                                      |                                                                      |                                                                      |

## 歴史

### 沿革
平成
- 2003年（平成15年）11月15日 - 河口湖町・勝山村・足和田村が合併して発足。
- 2006年（平成18年）3月1日 - 西八代郡上九一色村の南部（大字精進・本栖・富士ヶ嶺）を編入。

## 政治

### 行政

#### 町長
- 町長 渡辺英之（2023年12月就任）

#### 市町村合併
上九一色村合併の経緯
西八代郡に属していた上九一色村は、富士河口湖町、富士吉田市等と富士北麓地域に属していた。しかし、上九一色村南部の「精進」、「本栖」、「富士ヶ嶺」地区と、上九一色村北部の「梯」、「古関」地区は山地によって二分され、上九一色村南部は富士北麓地域と、上九一色村北部は甲府市、中道町、市川三郷町との繋がりが強かった。特に上九一色村南部には富士五湖の精進湖、本栖湖があり、観光面でも富士河口湖町等と一体化していた。
このため、上九一色村南部は河口湖町、勝山村、足和田村との、上九一色村北部は甲府市等との合併を目指すことになり、2002年（平成14年）に其々法定合併協議会を設置したが、協議過程で上九一色村南部と3町村の間で合意に至らず、3町村が先行合併して富士河口湖町が発足した。
2004年（平成16年）11月に行われた上九一色村住民投票の結果、上九一色村南部と富士河口湖町との合併協議を再開することとなり、2005年（平成17年）1月31日に富士河口湖町と上九一色村南部で法定合併協議会を設置した。同年3月3日、富士河口湖町と上九一色村南部の合併協定調印式が行われ、2006年（平成18年）3月1日に上九一色村を分村し、上九一色村南部を富士河口湖町に編入することが正式に決まった。

## 施設

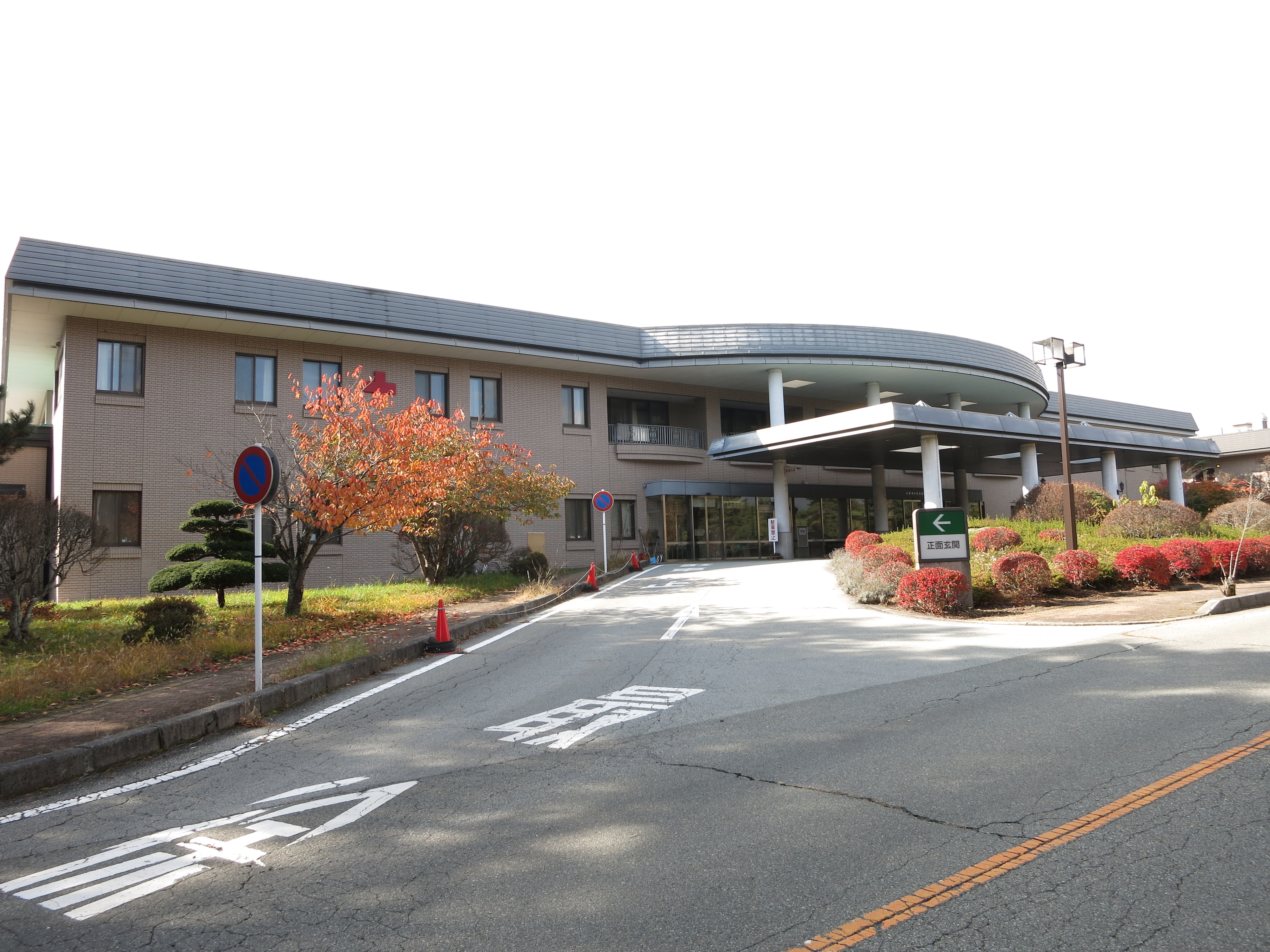
山梨赤十字病院

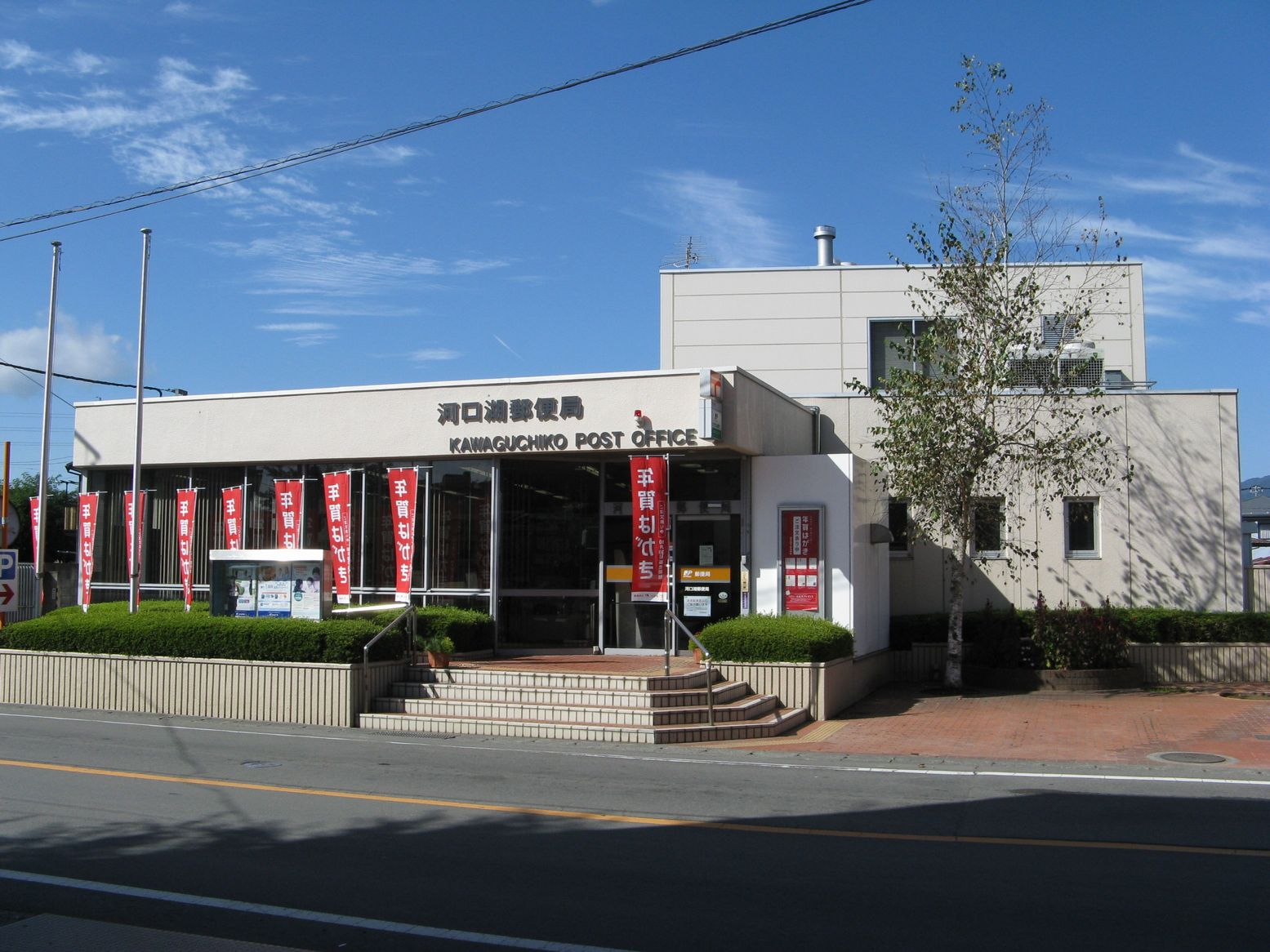
河口湖郵便局

### 警察
本部
- 山梨県警察 富士吉田警察署

交番
- 河口湖駅交番

駐在所
- 河口駐在所
- 本栖湖駐在所

### 消防
本部
- 富士五湖広域行政事務組合

消防署
- 河口湖消防署（南都留郡富士河口湖町船津1745）

分遣署
- 上九一色分遣署（南都留郡富士河口湖町精進550-110）

### 医療
主な病院
- 山梨赤十字病院

### 郵便局
主な郵便局
- 河口湖郵便局

### 図書館
主な図書館

### 文化施設
美術館
- 河口湖音楽と森の美術館

博物館
- 西湖いやしの里根場
- 山梨県立富士山世界遺産センター
- 山梨県立富士ビジターセンター
- 河口湖・新倉掘抜史跡館[3]

劇場
- 河口湖猿まわし劇場
- 河口湖ステラシアター

### 運動施設
- 富士河口湖町くぬぎ平スポーツ公園サッカー場

## 対外関係

### 姉妹都市・提携都市

#### 国内
姉妹都市
- 笛吹市（中部地方 山梨県）
  - 1962年（昭和37年）7月 - 旧御坂町と姉妹都市提携締結

提携都市
- 羽生市（関東地方 埼玉県）
- 災害時相互応援協定締結

#### 海外
- ツェルマット（ヴァレー州 スイス）

## 経済

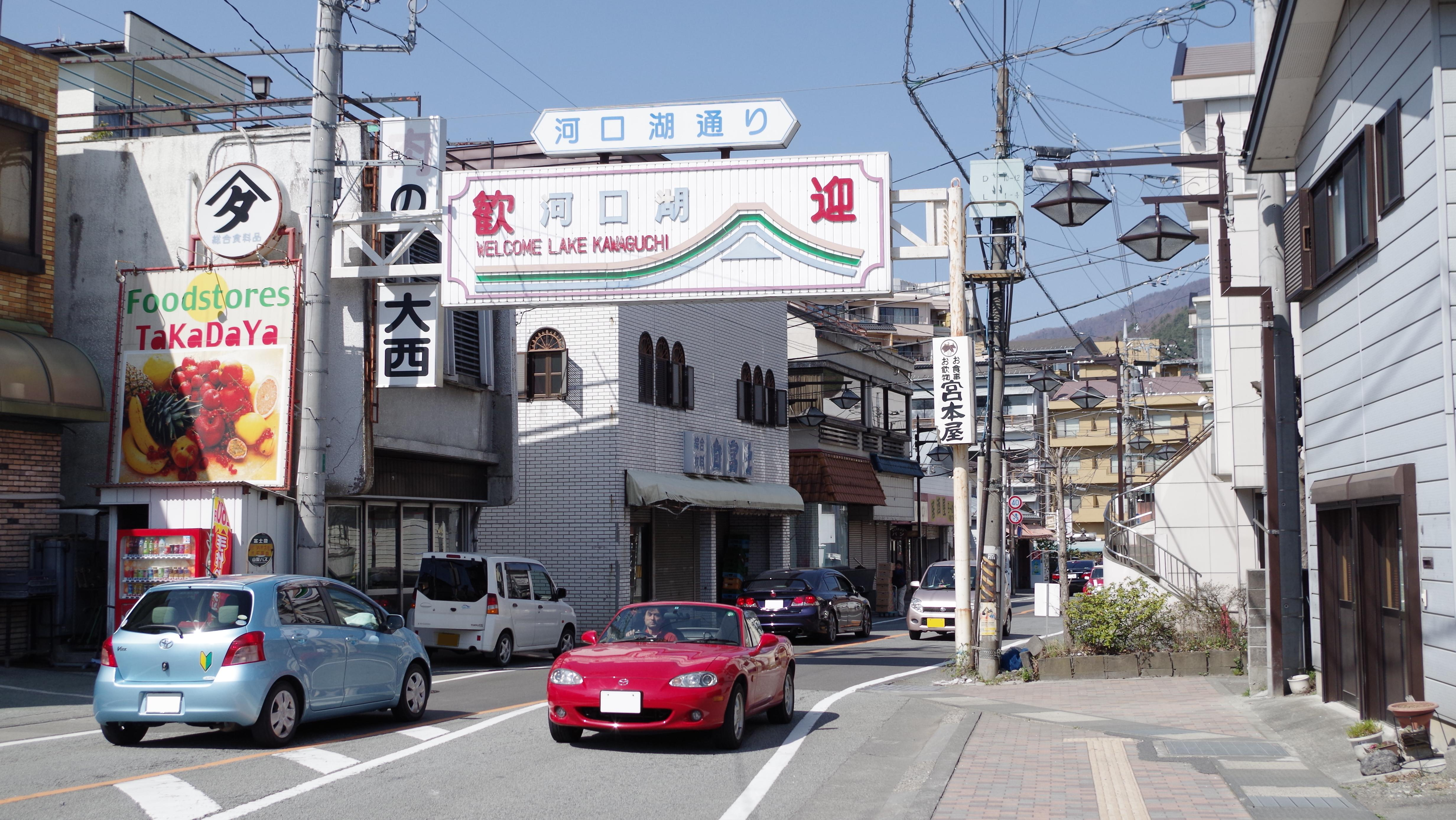
河口湖通り

### 第三次産業

#### 商業
主な商業施設
- 河口湖ショッピングセンター BELL
- フォレストモール富士河口湖

#### 観光業
- 富士五湖
- 富士急ハイランド
- 富士山

## 情報・通信

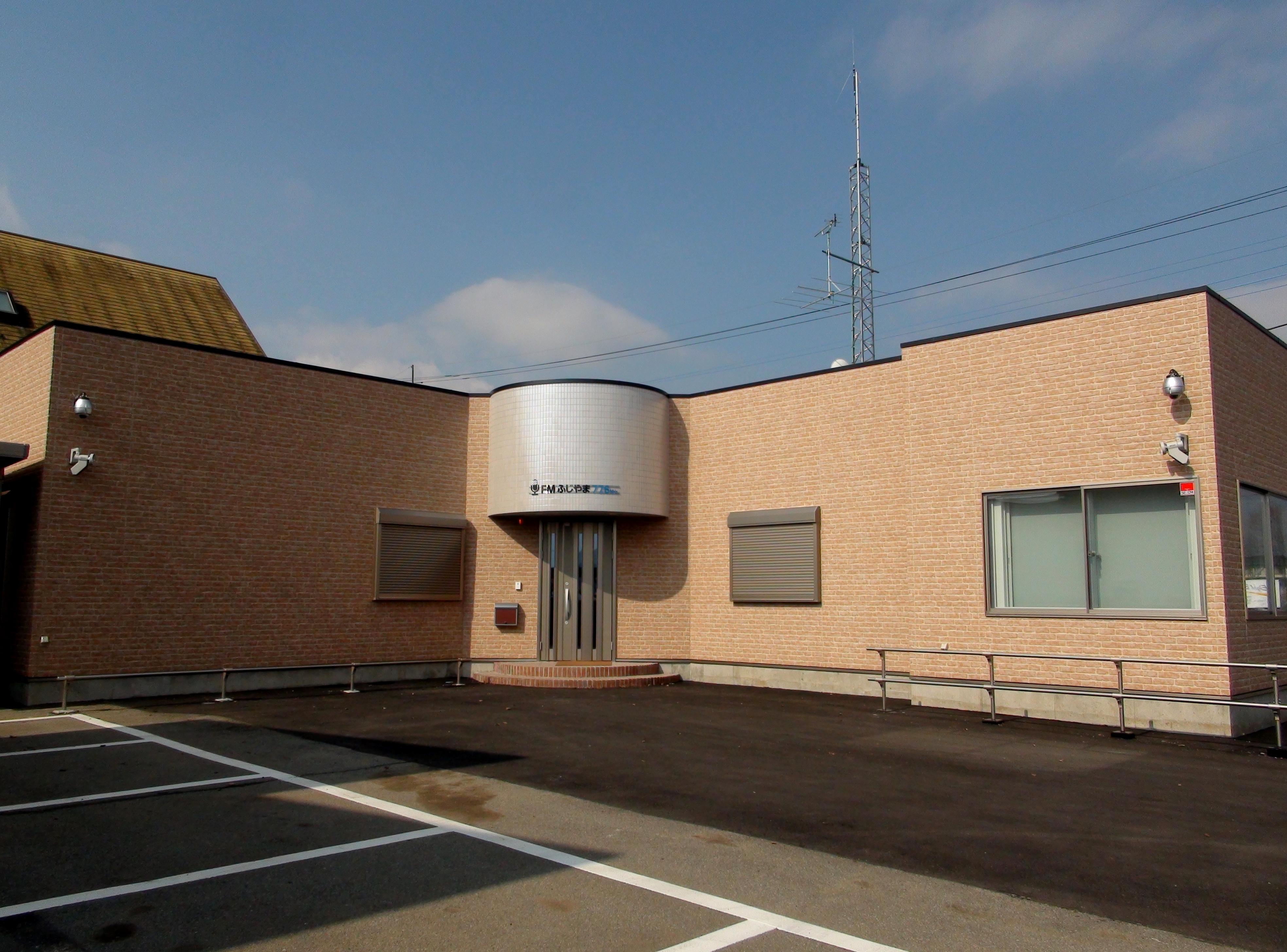
エフエムふじやま

### マスメディア

#### 放送局
テレビ放送
- 河口湖有線テレビ放送（ケーブルテレビ）

ラジオ放送
- エフエムふじやま

#### 中継局
- NHK富士河口湖本栖中継局
- 富士河口湖足和田中継局

## 教育

### 大学
国立
- 名古屋大学 太陽地球環境研究所 富士観測所

私立

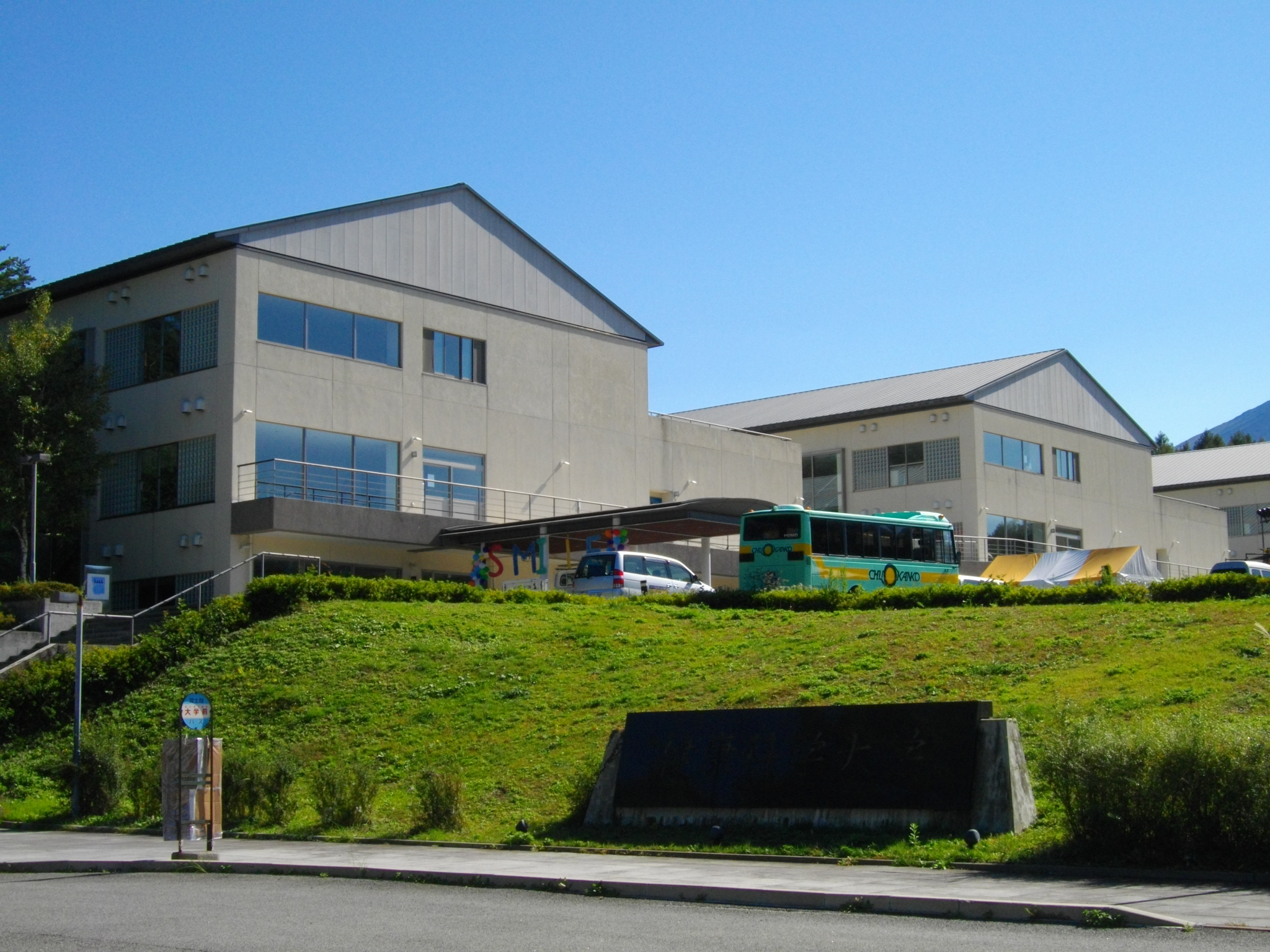
健康科学大学

- 健康科学大学

### 高等学校
県立
- 山梨県立富士河口湖高等学校

### 中学校
町立

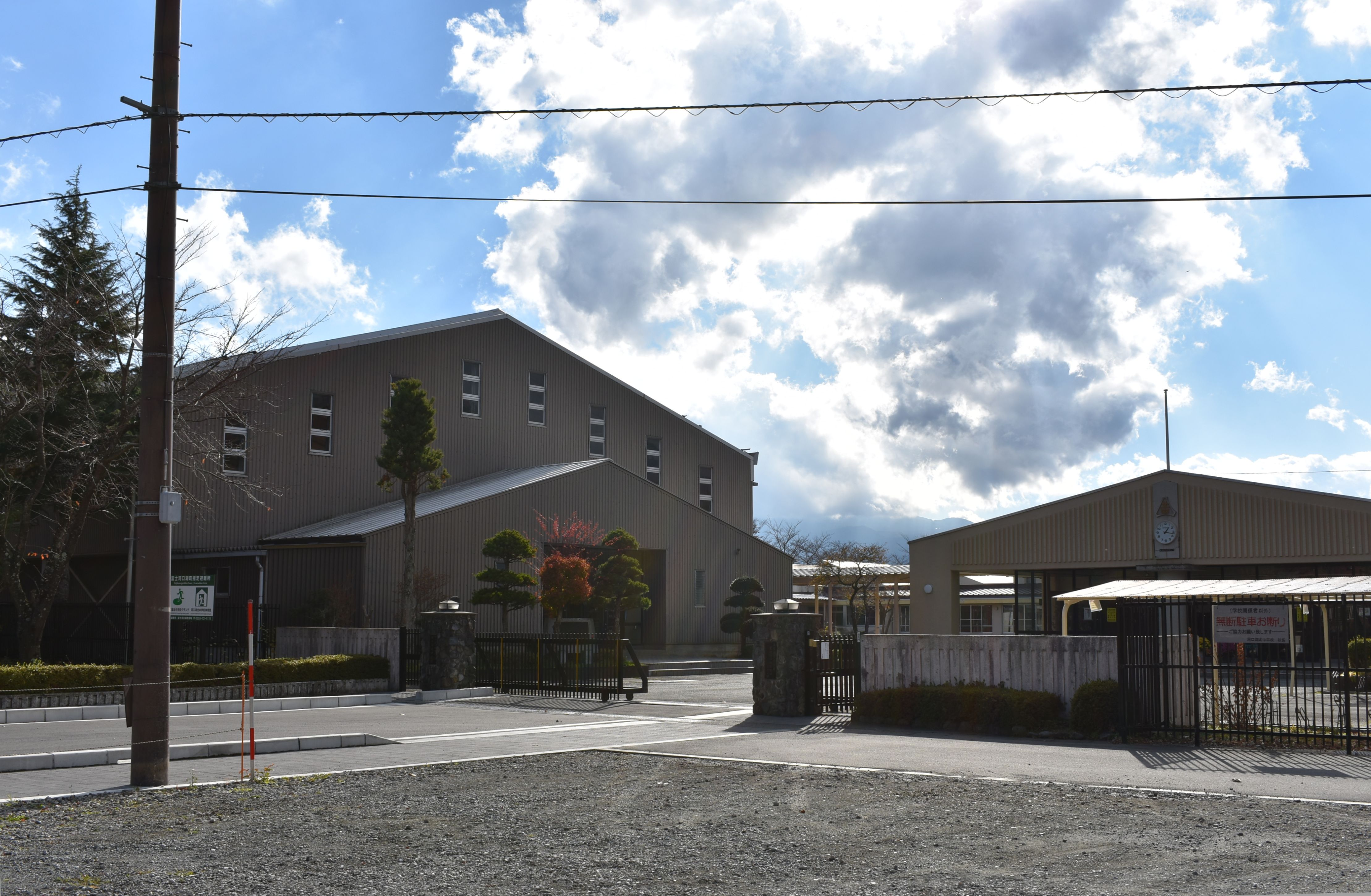
富士河口湖町立河口湖北中学校
- 富士河口湖町立勝山中学校

組合立
- 河口湖南中学校組合立河口湖南中学校

- 河口湖北中学校

### 小学校
町立
- 富士河口湖町立船津小学校
- 富士河口湖町立小立小学校
- 富士河口湖町立大石小学校
- 富士河口湖町立河口小学校
- 富士河口湖町立勝山小学校
- 富士河口湖町立西浜小学校
- 富士河口湖町立大嵐小学校
- 富士河口湖町立富士豊茂小学校

私立
- 素和美小学校

### 特別支援学校
県立
- 山梨県立ふじざくら支援学校

## 交通

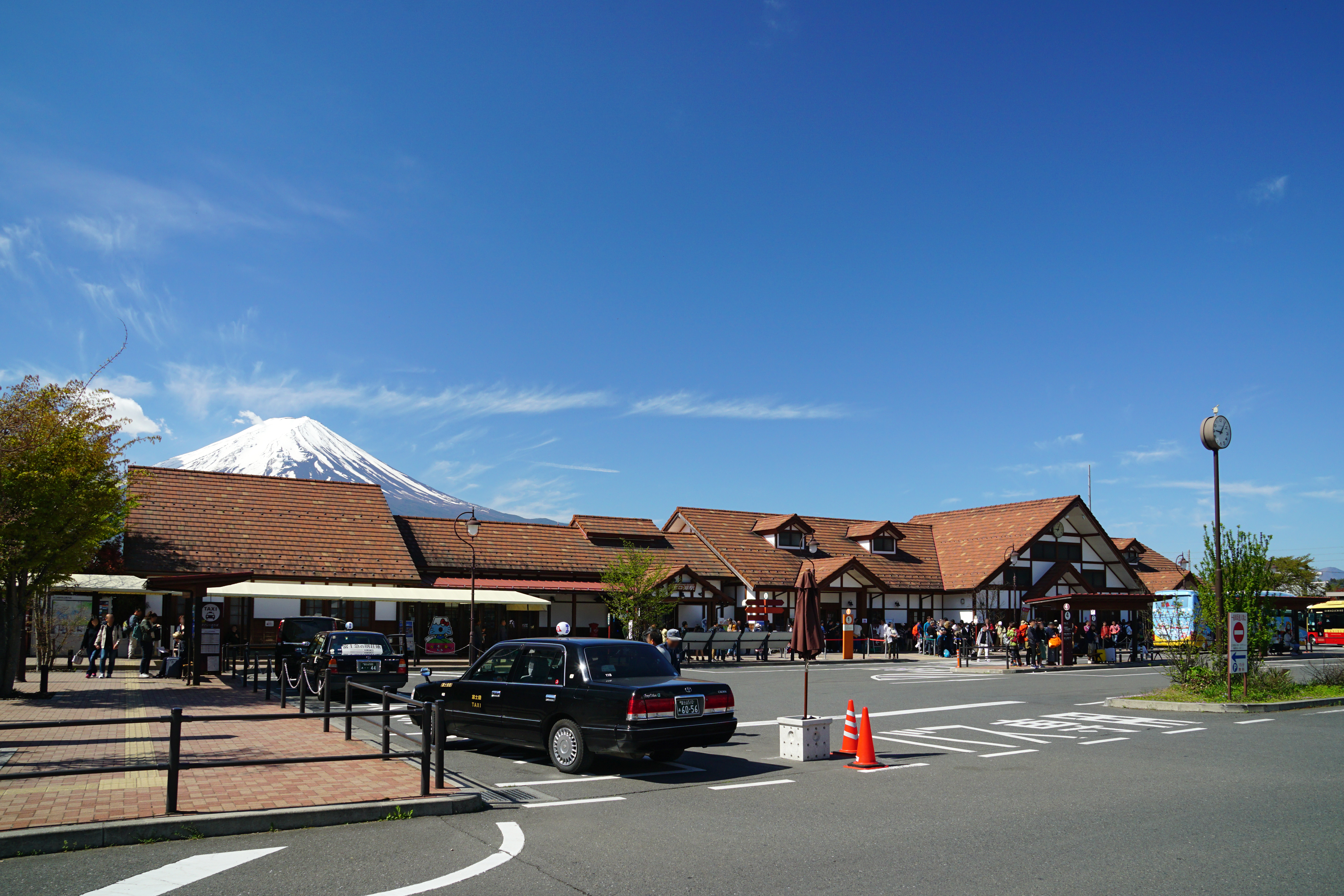
河口湖駅

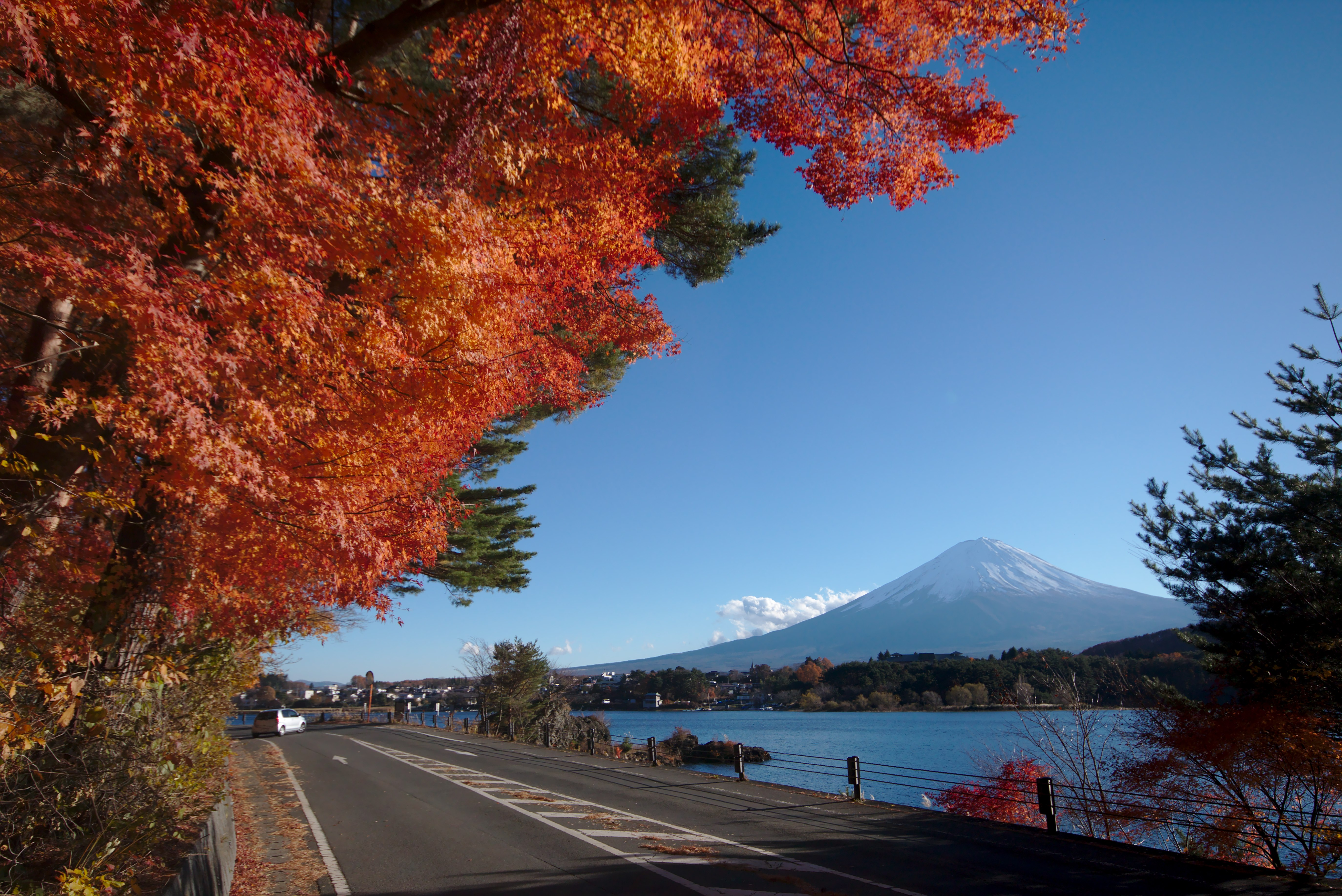
山梨県道21号河口湖精進線

### 鉄道
中心となる駅：河口湖駅

#### 鉄道路線
富士山麓電気鉄道
- 富士急行線（河口湖線）：（富士吉田市）- 富士急ハイランド駅 - 河口湖駅

### バス

#### 路線バス
町内に本社・本社営業所を置く富士急バスが周遊バスを運行しており、河口湖駅と町内の主要な観光施設や町役場などを結んでいる。このほか幹線道路を走る一般路線バス（一部は富士急静岡バス・富士急モビリティ）もあり、多くは甲府駅や静岡県の新富士駅・御殿場駅など町外まで運行される。

#### 高速バス
河口湖駅を拠点に、本数が最多のバスタ新宿（新宿駅南口）をはじめとする東京都の他、神奈川県（横浜駅西口など）や愛知県（名鉄バスセンターなど）、大阪府（大阪駅など、夜行便「フジヤマライナー」）など、関東地方から近畿地方までの各都市とを結ぶ高速バスが運行されている。詳しくは河口湖駅の項目を参照。

### 索道
- 〜河口湖〜 富士山パノラマロープウェイ（富士山麓電気鉄道）

### 道路

#### 高速道路
- E68 中央自動車道富士吉田線

富士吉田西桂SIC - （西桂町）- 河口湖IC -（富士吉田市） - 富士吉田IC

#### 有料道路
- 富士山有料道路（富士スバルライン）

#### 国道
- 国道137号
- 国道139号
- 国道300号
- 国道358号

### 県道

#### 主要地方道
- 山梨県道21号河口湖精進線

#### 一般県道
- 山梨県道710号青木ヶ原船津線
- 山梨県道719号富士河口湖芦川線

### 道の駅
- 道の駅かつやま

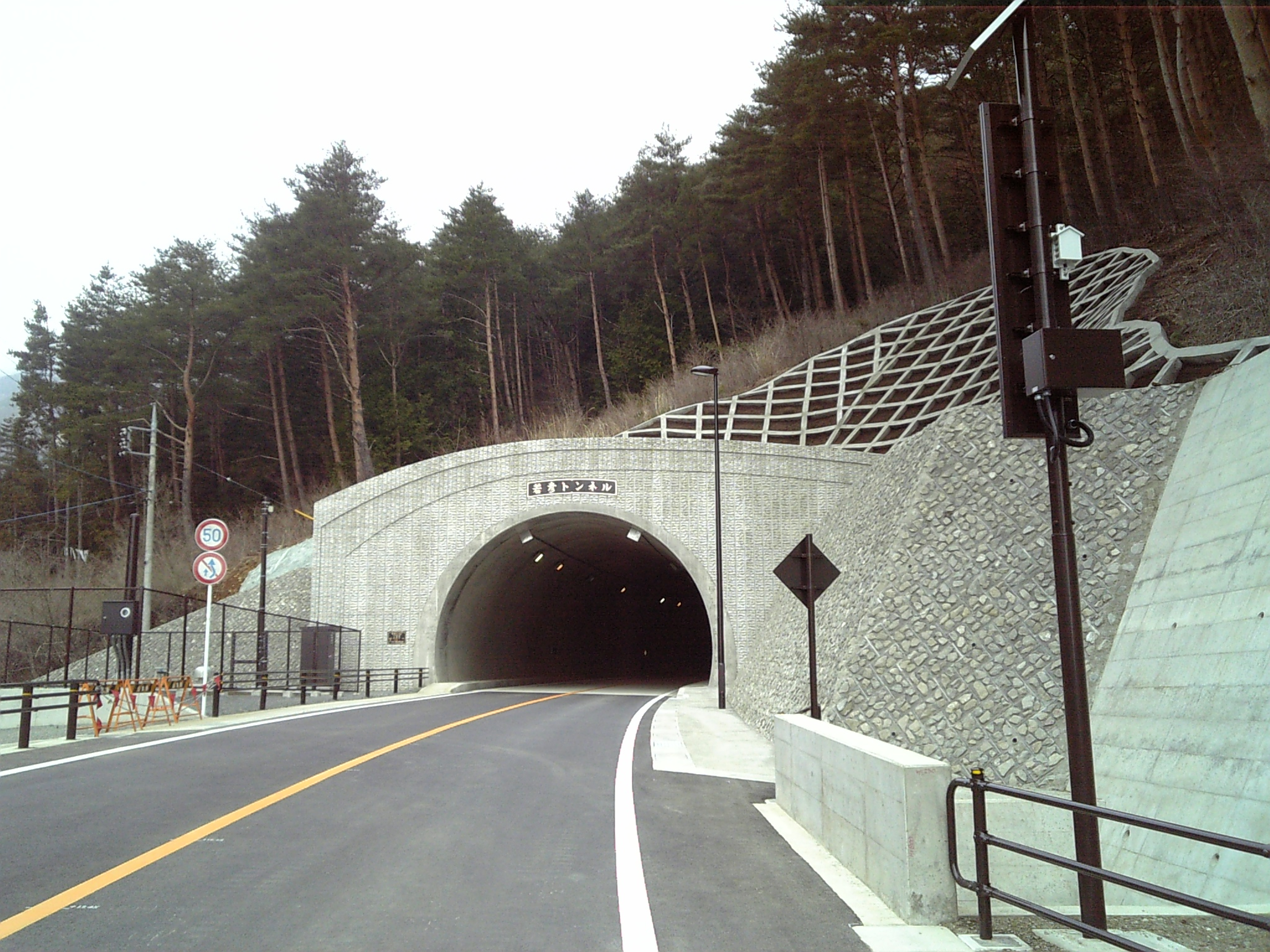
若彦トンネル河口湖側坑口

## 観光

### 名所・旧跡
主な城郭
- 御坂城

主な寺院
- 妙法寺

主な神社
- 大嵐天神社
- 河口浅間神社
- 冨士御室浅間神社

主な史跡
- 小曲園（廃墟）
- 新倉掘抜:全長3.8キロメートルの日本最長の手掘りトンネルとされる隧道式用水路。河口湖町指定史跡[3]。

### 観光スポット

#### 地域別
富士五湖全般
- バスフィッシング

河口湖周辺
- 河口湖美術館
- 河口湖音楽と森の美術館
- 河口湖木の花美術館
- 河口湖猿まわし劇場
- 河口湖ステラシアター
- 河口湖ハーブ館
- 河口湖ミューズ館・与勇輝館(与勇輝の美術館)
- 河口湖北原ミュージアム"Happy Days"(北原照久のおもちゃミュージアム)
- 久保田一竹美術館
- 富士御室浅間神社（里宮・本宮）
- 富士急ハイランド（敷地の半分は富士吉田市に位置し、登記上の住所も富士吉田市となっている）
- もみじ回廊
- 山梨県立富士ビジターセンター・山梨県立富士山世界遺産センター
- 道の駅かつやま

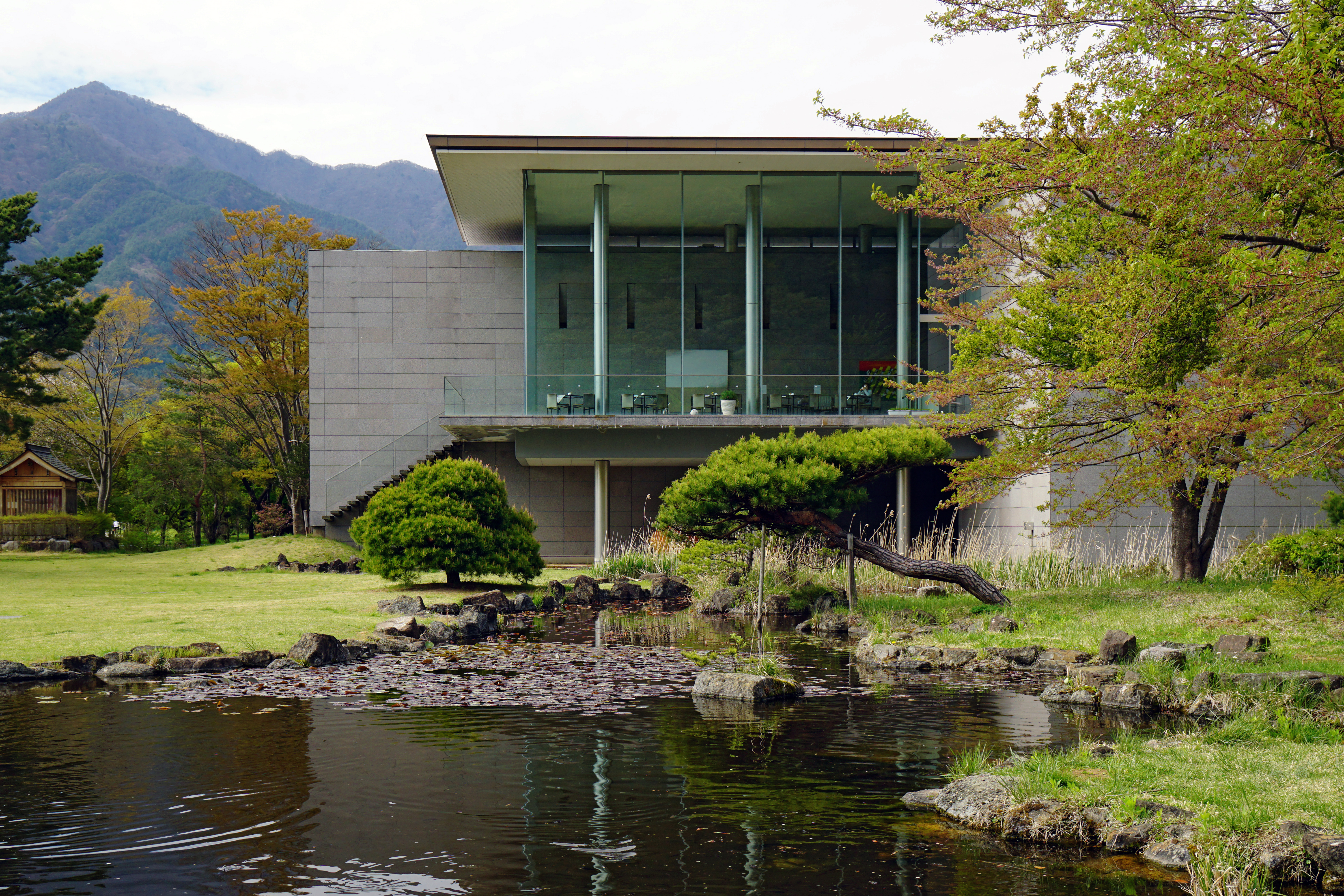
河口湖美術館
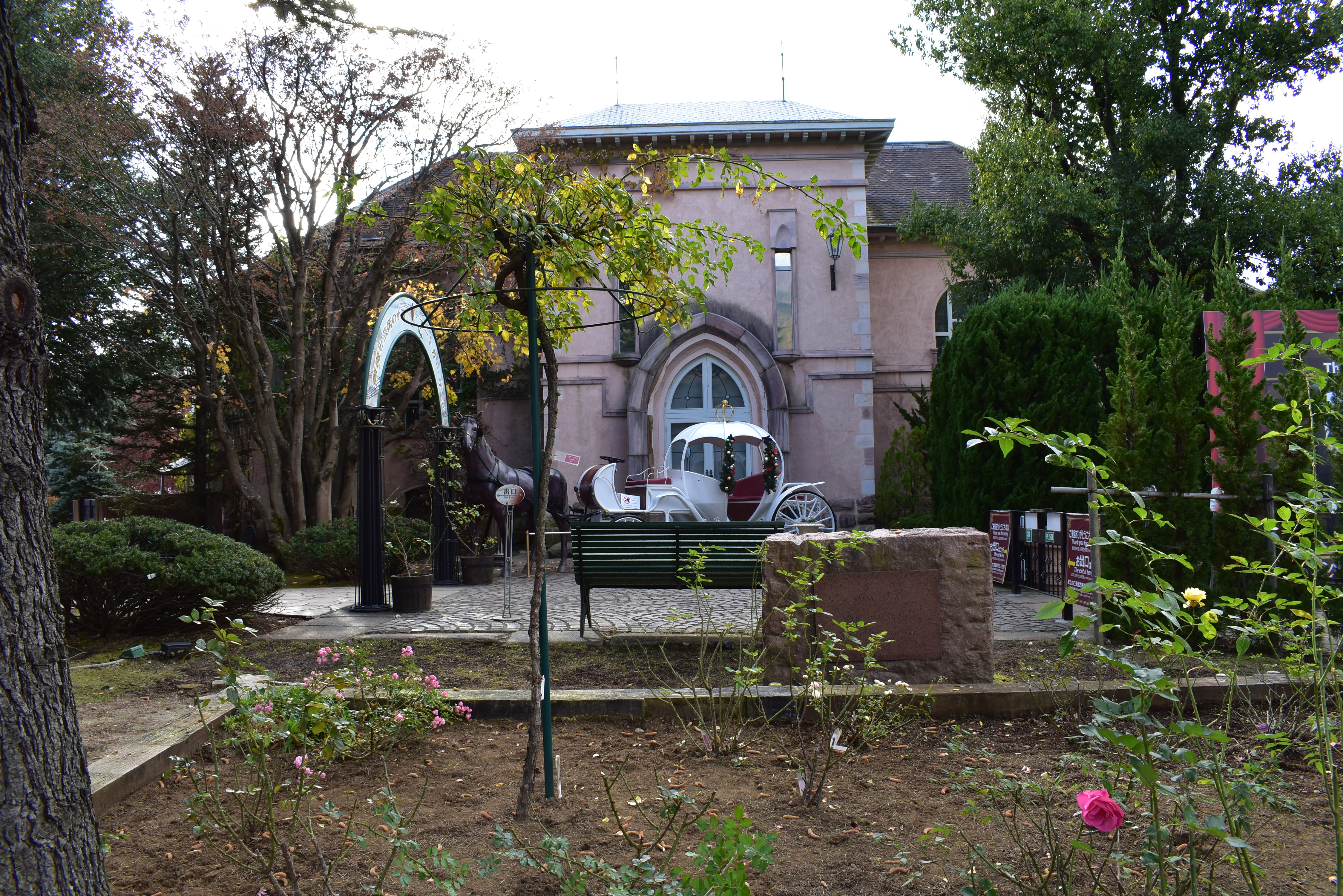
河口湖オルゴールの森美術館
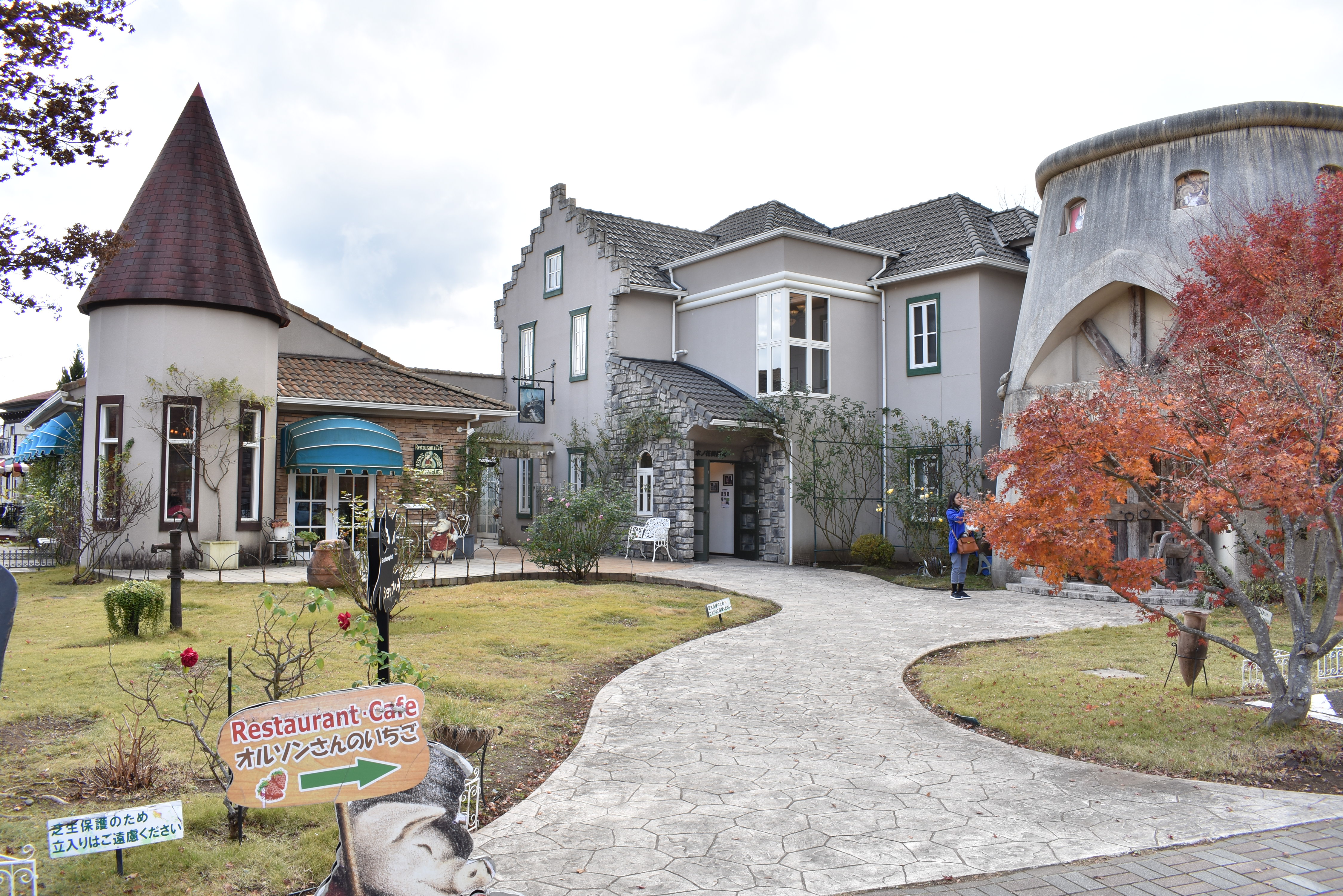
河口湖木の花美術館
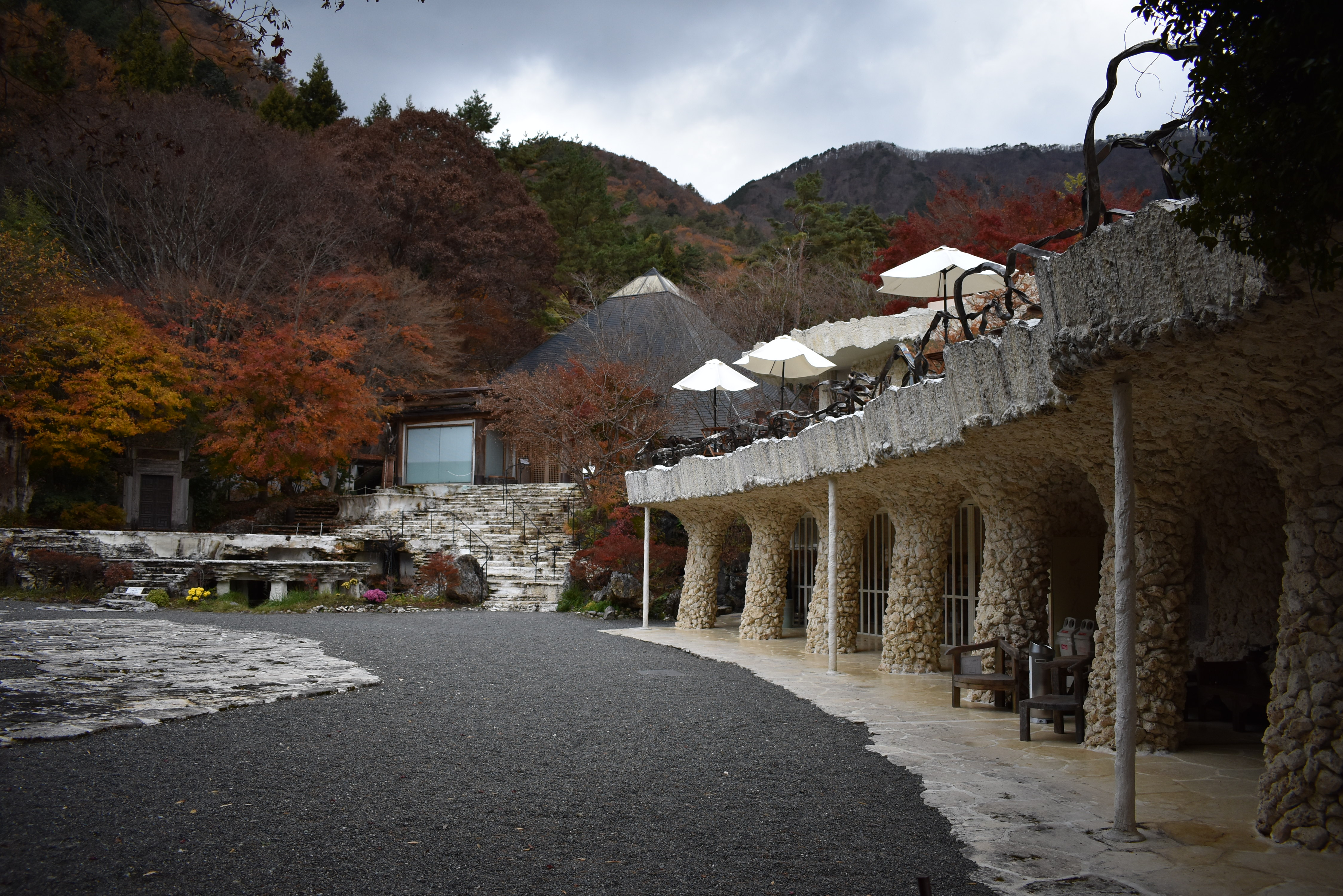
久保田一竹美術館
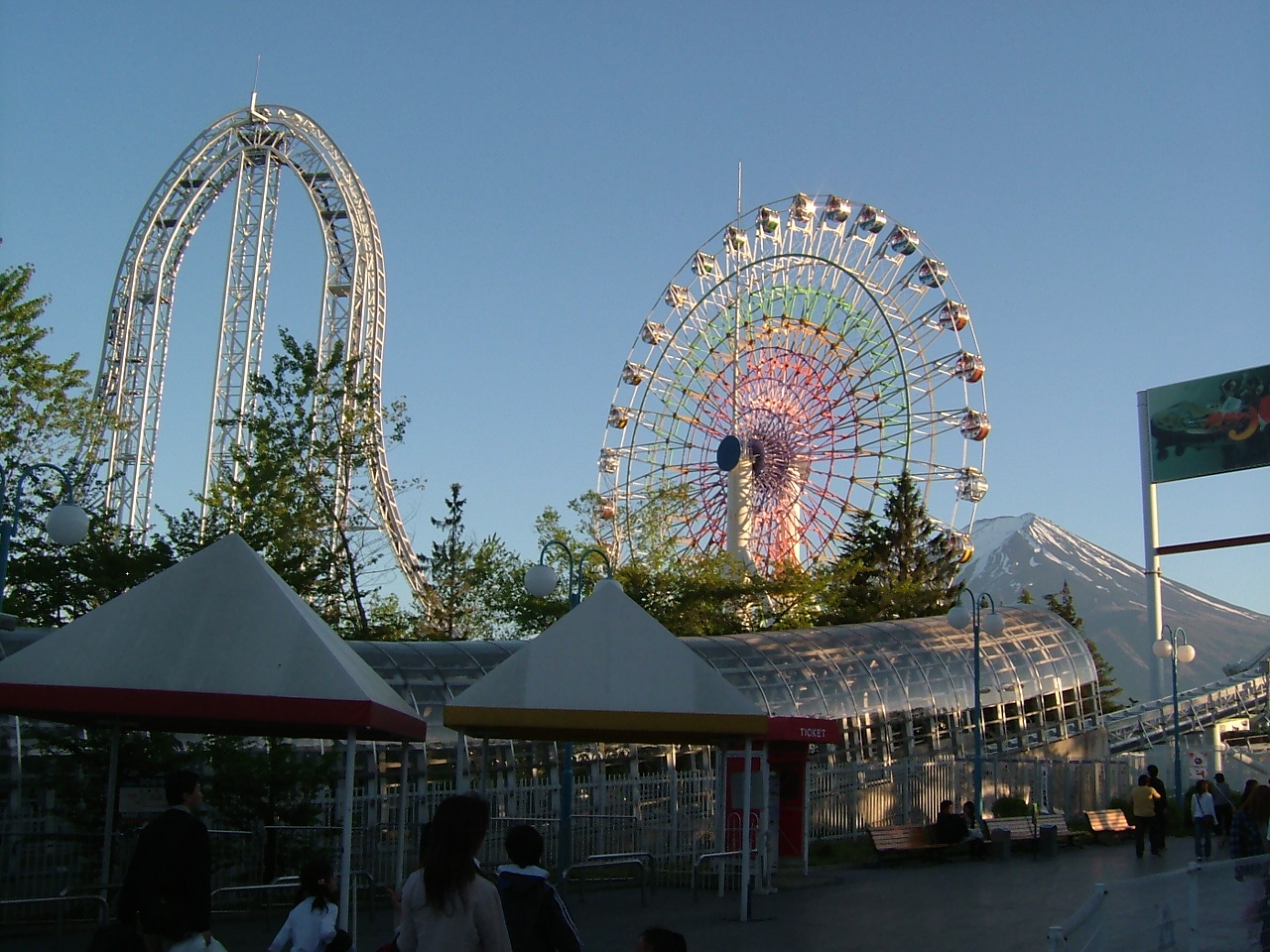
富士急ハイランド

西湖周辺
- 西湖いやしの里根場 - 1966年（昭和41年）台風被害により壊滅した根場の集落を復元。
- 西湖蝙蝠穴およびコウモリ
- 富岳風穴
- 青木ヶ原樹海

精進湖周辺
- 精進の大杉

本栖湖周辺
- 本栖城跡
- 富士本栖湖リゾート

富士山麓
- 富士すばるランド
- 富士御室浅間神社（奥宮）

キャンプ場
河口湖
- リトリートキャンプまほろば（旧・河口湖山宮キャンプ場）
- 夢見る河口湖 コテージ戸沢センター
- ニューブリッヂキャンプ場

富士山麓
- 河口湖オートキャンプ場
- 清水国明の森と湖の楽園
- PICA Fujiyama（富士急系）
- 創造の森デイキャンプ場

西湖
- 西湖・湖畔キャンプ場
- 福住オートキャンプ場
- 自由キャンプ場
- キャンプビレッジ・ノーム
- 観岳園キャンプ場
- 西湖キャンプ場
- 西ノ海キャンプ場
- 浜の家キャンプ場
- 津原キャンプ場
- 紅葉台キャンプ場

精進湖
- キャンプアカイケ
- 精進湖自由キャンプ場
- 精進湖キャンピングコテージ

本栖湖・富士ヶ嶺
- 本栖レークサイドキャンプ場
- 本栖湖キャンプ場
- 富士ヶ嶺おいしいキャンプ場

### 温泉
- ホテル美富士園 - 河口湖東岸。
- 河口湖温泉 露天風呂の宿 開運の湯（ロイヤルホテル河口湖） - 河口湖南東岸。
- 富士西湖温泉 いずみの湯（HAMAYOUリゾート） - 西湖北岸。
- 山田屋ホテル - 精進湖北岸。

### ゴルフ場
- 河口湖カントリークラブ
- 富士桜カントリー倶楽部
- 富士クラシック

娯楽施設
- 船津座 - 映画館（～昭和30年代）
- 河口湖ベルシアター - 映画館（1987年～2006年）

## 文化・名物

### 祭事・催事
- 西湖竜宮祭（8月2日）
- 本栖湖神湖祭（8月3日）
- 精進湖涼湖祭（8月4日）
- 河口湖湖上祭（8月5日）
- 河口湖ハーブフェスティバル
- 富士河口湖灯籠流し（8月中旬）

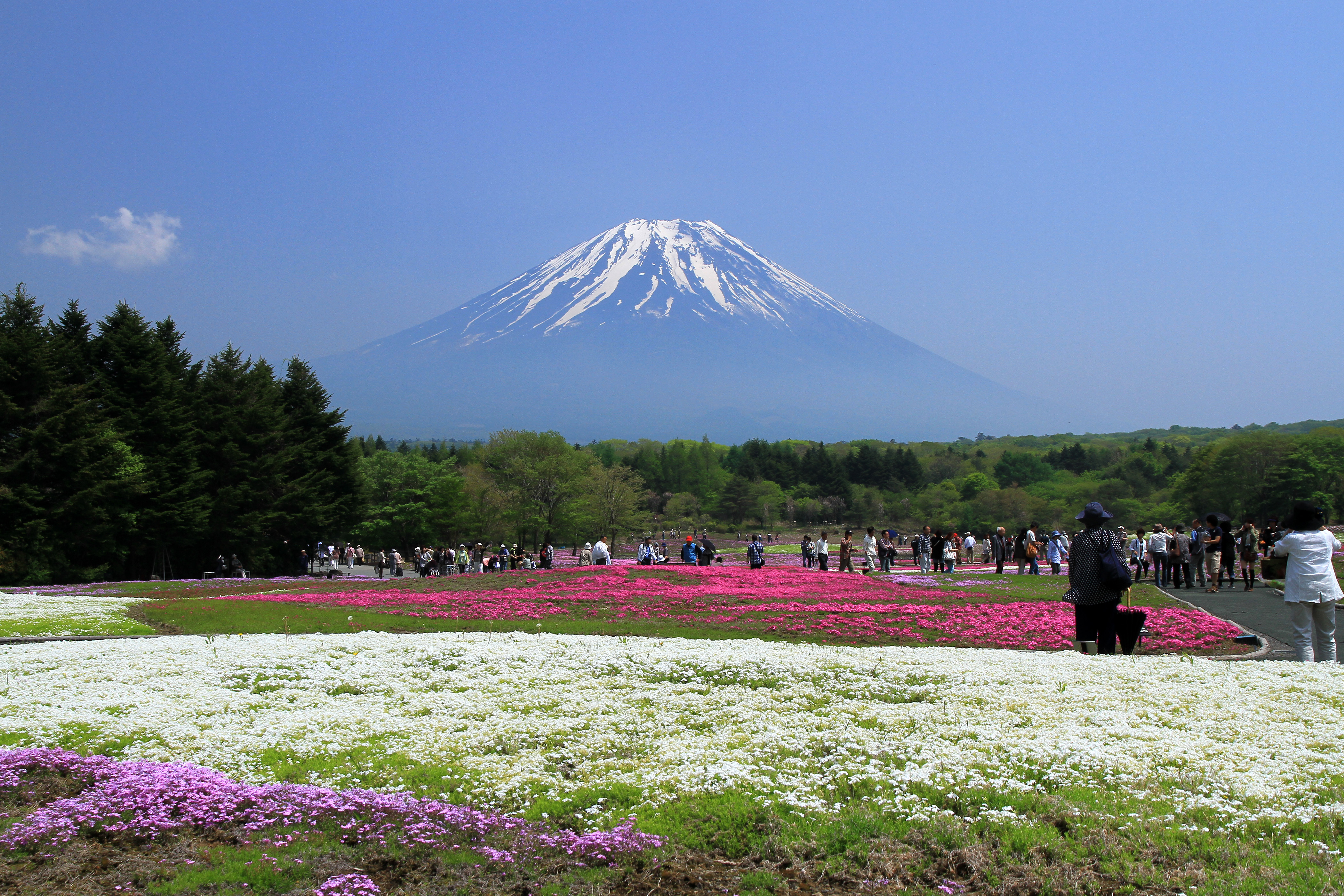
富士芝桜まつり
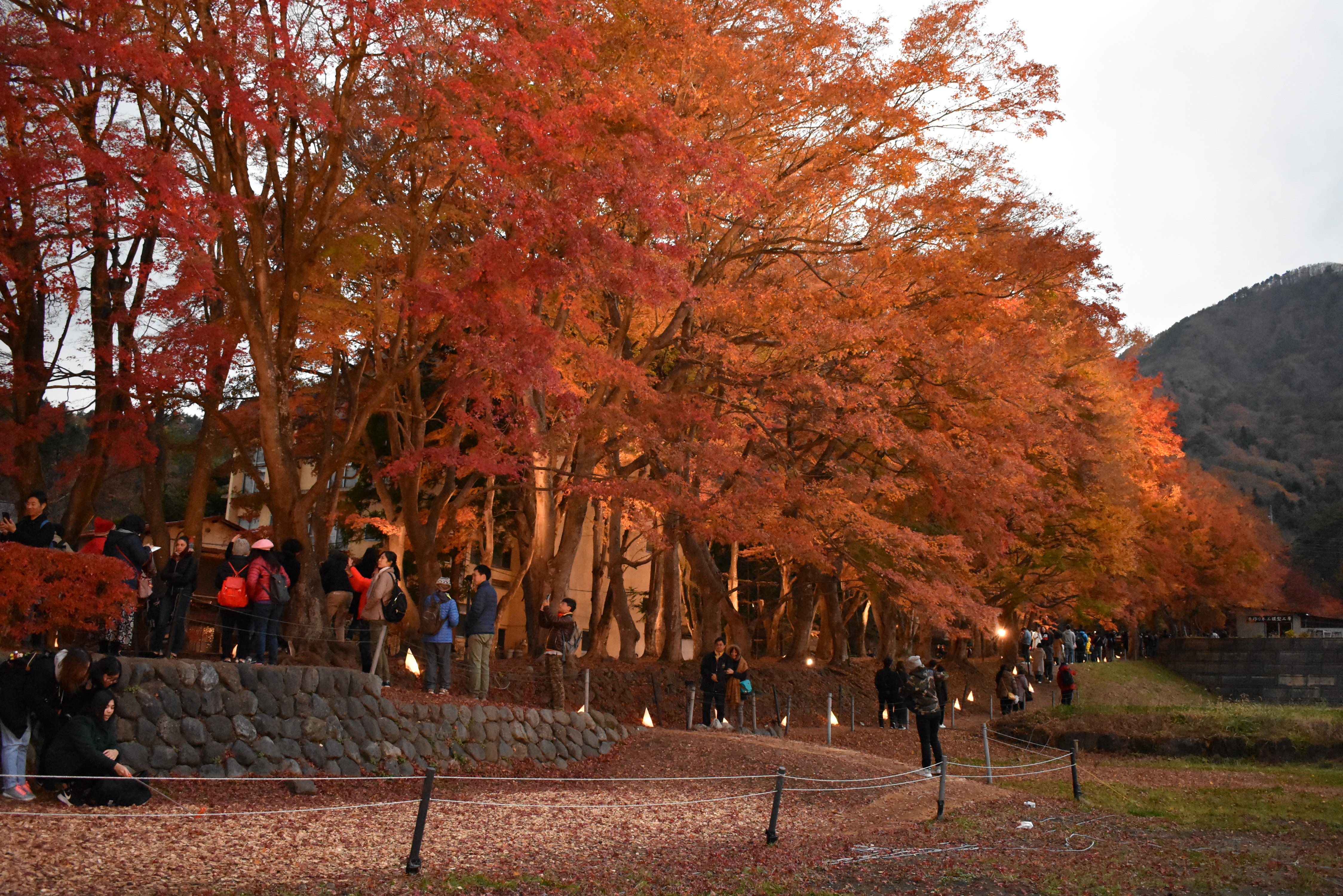
紅葉まつり（2018年11月20日撮影）

- 紅葉まつり
- 冬花火

- 富士芝桜まつり
- 紅葉まつり（2018年11月20日撮影）

## 企業
- アミューズ - 2021年に東京から本社を移転。

## 関連著名人

### 出身者
- 旧河口村
  - 中村星湖（作家）　
  - 山本丈晴（作曲家） - 特別町民認定
- 旧河口湖町
  - 井出竜也（プロ野球選手、福岡ソフトバンクホークス）
  - 梶原比出樹（クリエイター）
  - ポール・ホリウチ（画家、1906年 - 1999年） - 15歳のときに渡米。
- 旧上九一色村
  - セッド・ジニアス（プロレスラー）
  - 渡辺純一（プロボクサー） - 元日本スーパー・バンタム級王者

- 渡邊昌紀（ラグビー選手、リコーブラックラムズ）

### ゆかりのある人物
- 綾小路きみまろ（在住）（タレント）
- 池田あきこ　(わちふぃーるどダヤンで知られるイラストレーター)河口湖湖畔に「河口湖木の花美術館」がある
- 木暮武彦（在住）（ギタリスト・元RED WARRIORS）
- 清水國明（タレント、あのねのね）清水國明の森と湖の楽園校長
- 清水敬子（ダンサー、清水國明夫人）
- 松本哲也（プロ野球選手、読売ジャイアンツ） - 公式プロフィールでは山梨市出身であるが、当初は富士河口湖町出身と紹介されたものもあった。
- 山本雅道・益子直美 - 2018年にテレビ番組『イチから住 〜前略、移住しました〜』の企画で夫妻で移住。
- 渡邊蒼大（フットサル選手、ASVペスカドーラ町田）[要検証 – ノート]

## 富士河口湖町を舞台とした作品

### ドラマ
- 眠れる森（1998年、FNS系列）旧勝山村